# Khmeriosicyos harmandii
Khmeriosicyos — рід квіткових рослин родини гарбузових. Його рідним ареалом є Південний Індокитай.

## Види
- Khmeriosicyos harmandii W.J.de Wilde & Duyfjes[1]